# 1. A slovenska košarkarska liga
La 1. A slovenska košarkarska liga, anche conosciuta come 1. A SKL, è la massima serie maschile del campionato sloveno di pallacanestro. Per ragioni di sponsor è nota anche come Liga UPC Telemach.

## Storia
Quando la Slovenia faceva parte della Jugoslavia socialista le squadre locali partecipavano al campionato jugoslavo. Con la dissoluzione della Jugoslavia e l'indipendenza dello stato sloveno, nacque anche il massimo campionato di pallacanestro.
Il torneo consta di 13 club, il più famoso dei quali è l'Union Olimpija di Lubiana.

## Formato
Il campionato è suddiviso in due fasi, una regular season ed una seconda fase, composta da play-off e play-out.
Alla prima fase prendono parte dodici delle tredici squadre, che si affrontano in un girone all'italiana di andata e ritorno. Al termine della stagione regolare ogni squadra ha disputato 22 partite, e, a seconda della posizione in classifica, accede necessariamente ai playoff o ai playout. Da notare che le classifiche stilate nella seconda fase della stagione non tengono conto dei punti ottenuti in regular season.
La squadra "esclusa" da questa prima fase, la "tredicesima", è quella che rappresenta il paese in Eurolega (attualmente è l'Union Olimpija): tale squadra ha il diritto di entrare in gioco solo nella seconda fase del torneo, quella dei playoff.
Le prime sette squadre della regular season si uniscono all'Union Olimpija, andando a formare un girone all'italiana di otto squadre che si affrontano fra loro per un totale di 14 partite ciascuna. A questo punto le prime quattro del girone da 8 avanzano alle semifinali, giocate al meglio delle tre partite. La finale, al meglio delle cinque partite, decreta la squadra campione di Slovenia.
Le ultime cinque squadre della regular season, invece, prendono parte ad un mini-girone all'italiana fra di loro, con andata e ritorno, per un totale di altre 8 partite per ciascun club. Al termine del breve torneo, l'ultima squadra della mini-classifica retrocede in 1. B SKL, la seconda serie, e viene rimpiazzata dalla prima classificata in 1. B SKL. La penultima del mini-girone, invece, gioca un altro breve torneo con la seconda e con la terza classificata della 1. B SKL, per un totale di 3 partite per ciascuna squadra. La prima classificata di questo girone da 3 accede (o vi rimane) alla 1. A SKL.

## Albo d'oro
- 1991-1992  Olimpija Lubiana
- 1992-1993  Olimpija Lubiana
- 1993-1994  Olimpija Lubiana
- 1994-1995  Olimpija Lubiana
- 1995-1996  Olimpija Lubiana
- 1996-1997  Olimpija Lubiana
- 1997-1998  Olimpija Lubiana
- 1998-1999  Olimpija Lubiana
- 1999-2000  Krka Novo mesto
- 2000-2001  Olimpija Lubiana
- 2001-2002  Olimpija Lubiana
- 2002-2003  Krka Novo mesto
- 2003-2004  Olimpija Lubiana
- 2004-2005  Olimpija Lubiana
- 2005-2006  Olimpija Lubiana
- 2006-2007  Helios Domžale
- 2007-2008  Olimpija Lubiana
- 2008-2009  Olimpija Lubiana
- 2009-2010  Krka Novo mesto
- 2010-2011  Krka Novo mesto
- 2011-2012  Krka Novo mesto
- 2012-2013  Krka Novo mesto
- 2013-2014  Krka Novo mesto
- 2014-2015  Šentjur
- 2015-2016  Helios Domžale
- 2016-2017  Olimpija Lubiana
- 2017-2018  Olimpija Lubiana
- 2018-2019  Primorska
- 2019-2020 non assegnato
- 2020-2021  Cedevita Olimpija
- 2021-2022  Cedevita Olimpija
- 2022-2023  Cedevita Olimpija
- 2023-2024  Cedevita Olimpija

## Vittorie per club
| Club                                 | Città       | Titolo | Anno |
| ------------------------------------ | ----------- | ------ | --- |
| Olimpija Lubiana / Cedevita Olimpija | Lubiana     | 21     | 1992, 1993, 1994, 1995, 1996, 1997, 1998, 1999, 2001, 2002, 2004, 2005, 2006, 2008, 2009, 2017, 2018, 2021, 2022, 2023, 2024 |
| Krka Novo mesto                      | Novo Mesto  | 7      | 2000, 2003, 2010, 2011, 2012, 2013, 2014                                                                                     |
| Helios Domžale                       | Domžale     | 2      | 2007, 2016 |
| Primorska                            | Capodistria | 1      | 2019 |
| Šentjur                              | Šentjur     | 1      | 2015 |